# 曹阿民
曹阿民（1969年4月—），男，汉族，江苏姜堰人，中华人民共和国政治人物。现任上海科学院副院长，民盟中央委员。第十三、十四届全国政协委员。